# والتر لاپینی
والتر لاپینی (انگلیسی: Walter Lapini؛ زادهٔ ۳ آوریل ۱۹۷۴) بازیکن فوتبال است.